# یخچال دالی

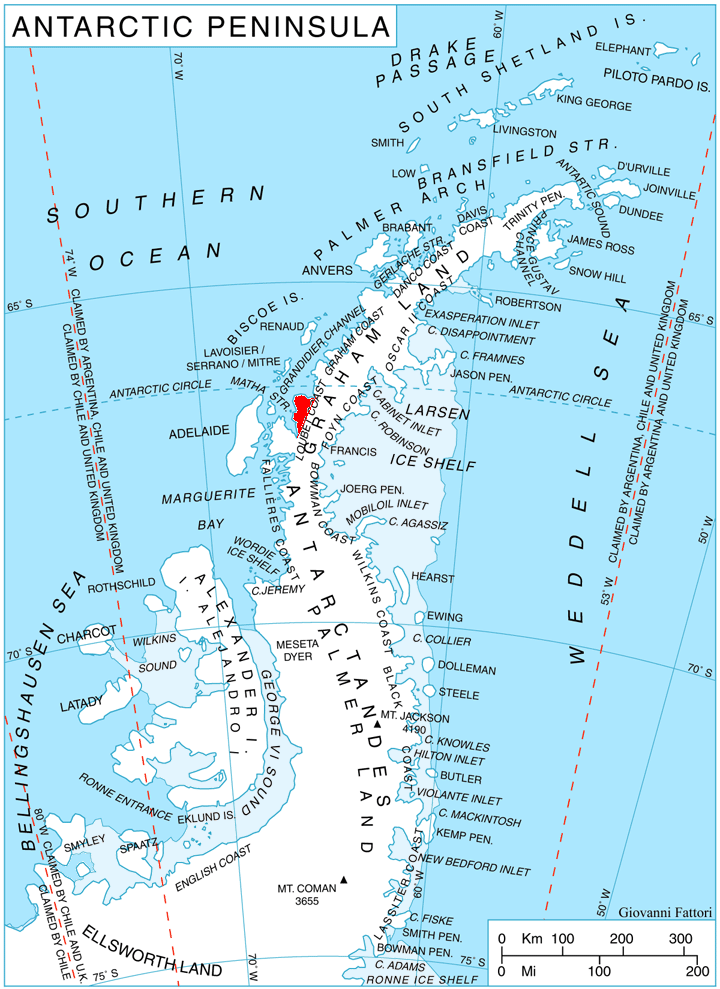
موقعیت شبه جزیره پرنیک در ساحل لوبت، شبه جزیره قطب جنوب.

یخچال دالی به انگلیسی: Dolie Glacier (به بلغاری: ледник Долие , IPA:&nbsp;[ˈlɛdniɡ doˈliɛ]) یخچالی طبیعی است به طول ۹/۵ کیلومتر و عرض ۲/۴ که در شبه جزیره پرنیک، ساحل لوبت در گراهام‌لند، قطب جنوب، واقع در جنوب غربی یخچال مک‌کنس و شمال شرقی یخچال بلاگون گسترده‌است. این یخچال از سمت شمال غربی بین هاج ریج و قله لیبیگ قرار دارد و به یخچال ویلکینسون می‌پیوندد. این یخچال بر اساس سکونت‌گاه دالی در جنوب بلغارستان نامگذاری شده‌است.

## محل
یخچال دالی در ۶۶°۴۸′۱۰″ جنوبی ۶۵°۵۸′۴۰″ غربی / ۶۶٫۸۰۲۷۸°جنوبی ۶۵٫۹۷۷۷۸°غربی قرار دارد.
نقشه‌برداری بریتانیا در سال۱۹۷۶.

## نقشه‌ها
- پایگاه داده دیجیتال قطب جنوب (ADD). مقیاس ۱:۲۵۰۰۰۰ نقشه توپوگرافی قطب جنوب. کمیته علمی تحقیقات قطب جنوب (SCAR). از ۱۹۹۳، به‌طور مرتب ارتقا یافته و به روز رسانی شده‌است.
- قلمرو قطب جنوب بریتانیا نقشه توپوگرافی در مقیاس ۱:۲۰۰۰۰۰. DOS 610 Series, Sheet W ۶۶ ۶۴. اداره بررسی‌های خارج از کشور، تولوورث، بریتانیا، ۱۹۷۶.
- قلمرو قطب جنوب بریتانیا نقشه توپوگرافی در مقیاس ۱:۲۰۰۰۰۰. DOS 610 Series, Sheet W ۶۶ ۶۶. اداره بررسی‌های خارج از کشور، تولوورث، بریتانیا، ۱۹۷۶.

## پیوندهای به بیرون
- یخچال دولی. تصویر ماهواره‌ای کوپرنیکس